# سد ایمنام
سد امنام (به لاتین: Imnam Dam) یک سد در کره شمالی است که در شهرستان گیم‌هوا واقع شده‌است.